# پنجه سرخ
پنجه سرخ (به انگلیسی: The Scarlet Claw) نام هشتمین فیلم از مجموعه فیلم‌های شرلوک هولمز با بازی نیگل بروس و بسیل راتبون است. این فیلم از بین فیلم‌های این سری که توسط شرکت یونیورسال استودیوز ساخته شده‌اند، برترین آن‌ها محسوب می‌شود. ایده داستان، شخصیت‌ها، و طرح کلی همه از نویسنده بزرگ خالق شرلوک هولمز، سر آرتور کانن دویل هستند. امتیاز فیلم در سایت معتبر IMDB هفت‌وهفت‌دهم از ده است که امتیاز قابل توجهی است. پنجه سرخ در سال ۱۹۴۴ میلادی توسط روی ویلیام نیل در ژانر جنایی (کاراگاهی) کارگردانی و تهیه شد.

## خلاصه داستان
وقتی جسد زنی متشخص با گلوی دریده شده پیدا می‌شود، روستائیان قاتل را هیولایی وحشتناک قلمداد می‌کنند اما «شرلوک هلمز» که از کیوبک وارد پرونده شده به قاتلی انسانی مشکوک است…